# Kurt Frings
Kurt Frings (* 5. Oktober 1908 in Deutschland; † 29. August 1991 in Kalifornien, USA) war ein deutsch-amerikanischer Boxer und Künstleragent.

## Leben und Arbeit
Kurt Frings war ein Neffe des deutschen Erzbischofs und Kardinals Joseph Frings, der in der Zeit des Nationalsozialismus öffentlich die Judenverfolgung kritisiert hatte. Kurt Frings wurde 1908 in Deutschland geboren, war Boxer (Leichtgewichtsmeister) und begegnete 1937 in Frankreich, wo er damals als Skilehrer arbeitete, der amerikanischen Drehbuchautorin, Schriftstellerin und späteren Pulitzer-Preisträgerin Ketti Hartley (1909–1981). Beide heirateten 1939 und ließen sich, da er kein amerikanisches Visum hatte, zunächst in der mexikanischen Grenzstadt Tijuana nieder, von wo aus das Paar täglich nach Hollywood pendelte. Eine Einreiseerlaubnis erhielt er erst im Jahre 1940.
Frings etablierte sich in Hollywood als Künstleragent und betreute in dieser Funktion unter anderem Audrey Hepburn, Elizabeth Taylor, Eva Marie Saint, Maria Schell, Hildegard Knef, José Ferrer, Lucille Ball und Desi Arnaz.
Die Ehe mit Ketti Frings, aus der zwei Kinder hervorgegangen sind, wurde 1963 geschieden. Kurt Frings starb 1991 in Kalifornien im Alter von 82 Jahren.